# Hoplia medana
Hoplia medana är en skalbaggsart som beskrevs av Moser 1912. Hoplia medana ingår i släktet Hoplia och familjen Melolonthidae. Inga underarter finns listade i Catalogue of Life.